# Spronser Rötelspitze
De Spronser Rötelspitze (Italiaans: Cima Rossa) is een 2625 meter hoge berg in de Ötztaler Alpen in het Italiaanse Zuid-Tirol.
De rotsige bergtop is gelegen in het oostelijke deel van de Texelgroep, ten noordoosten van Partschins en ten noordwesten van Meran. De berg draagt deze naam ter onderscheiding van de meer naar het westen, tevens in de Texelgroep gelegen Lazinser Rötelspitze. De Italiaanse naam luidt echter voor beide bergen hetzelfde. De Spronser Rötelspitze wordt soms ook wel de Große Rötelspitze genoemd, wat enigszins verwarrend kan zijn, aangezien de Lazinser Rötelspitze bijna 400 meter hoger is. De top biedt een goed uitzicht over de Spronser Seenplatte. De gebruikelijke tocht loopt vanaf de Leiteralm via het Hochganghaus en de Hochgang naar de top.